# Ernst Gerhard Dresel
Gustav Ernst Gerhard Dresel (* 3. September 1885 in Buckau bei Magdeburg, Provinz Sachsen; † 25. September 1964 in Sehringen, Baden) war ein deutscher Hygieniker und Bakteriologe.

## Leben
Dresel war der Sohn von Carl Edmund Otto Kaufmann (1851–1887) und Charlotte Wilhelmine Jenny (1861–nach 1923) 1911 heiratete er die Bremerin Ilse Laura Marie Auguste Koenenkamp (1889–1982), die u. a. Archäologie, Sprachen und Geschichte studierte und nach 1945 Redakteurin beim Weser-Kurier war.
Dresel studierte nach dem Abitur ab 1905 Medizin an der Kaiser-Wilhelms-Universität Straßburg, der Friedrich-Wilhelms-Universität zu Berlin, der Christian-Albrechts-Universität zu Kiel und der Rheinischen Friedrich-Wilhelms-Universität Bonn. 1907 wurde er im Corps Saxonia Bonn aktiv. Schließlich ging er an die Ruprecht-Karls-Universität Heidelberg. Er bestand 1910 das Staatsexamen und arbeitete als Praktikant in der Inneren Klinik und im Hygienischen Institut der Universität Heidelberg, die ihn 1911 zum Dr. med. promovierte. Von 1911 bis 1913 absolvierte er ein zweites Studium der Staats- und Kameralwissenschaften, das er als Dr. phil. abschloss. 1914 wurde Dresel Privatdozent für Bakteriologie und Hygiene an dieser Universität, im darauffolgenden Jahr habilitierte er sich dort. Er wirkte von 1921 bis 1926 als außerordentlicher Professor in Heidelberg. Er war von 1926 bis 1934 o. Professor und Direktor des Hygienischen Institutes der Universität Greifswald.
1934 wurde er ordentlicher Professor für Hygiene und Bakteriologie an der Universität Leipzig. Er fühlte sich der nationalsozialistischen Rassenhygiene verbunden, die letztlich unheilbar Kranken und behinderten Menschen das Recht auf Leben verwehrte. Zum 1. Mai 1933 trat er der NSDAP bei (Mitgliedsnummer 2.146.953). Zuerst schloss er sich der SA an, 1936 wurde er Mitglied der SS (SS-Nummer 276.916).
1945 verhaftete die amerikanische Besatzungsbehörde ihn und entzog ihm seinen Lehrstuhl. 1948 war er als wissenschaftlicher Berater einer chemischen Fabrik in Bremen tätig und 1949 als Betriebsarzt und Personalchef einer Speditionsfirma. Von 1950 bis 1956 war Dresel Inhaber eines Untersuchungsinstituts für Bakteriologie und Serologie in Bremen. Zuletzt lebte er in Sehringen (Badenweiler).

## Veröffentlichungen
- Die Ursachen der Trunksucht und ihre Bekämpfung durch die Trinkerfürsorge in Heidelberg, 1921
- Wohlfahrtspflege. Tuberkulose, Alkohol, Geschlechtskrankheiten (= Handbuch der sozialen Hygiene, Band 3), Berlin 1926
- Lehrbuch der Hygiene für Studierende, Ärzte und Gesundheitsbehörden. Berlin 1928
- Grundriß der Gesundheitslehre, 1932
- Mikrobiologie Immunbiologie und Grenzgebiete, 1933